# 四氟化铀
四氟化铀是一种无机化合物，化学式为UF4。有放射性。可溶于草酸铵溶液，在盐酸或硝酸中溶解性较差。

## 化学性质
四氟化铀的化学性质并不活泼，在800℃才能和氧反应：
2 UF4 + O2 → UF6 + UO2F2
它在高温下水解：
UF4 + 2 H2O <=> UO2 + 4 HF
此外，它和氯无明显作用，和氟的反应在250℃以上才易于发生：
UF4 + F2 → UF6